# Lux (Saône-et-Loire)
Pour les articles homonymes, voir Lux.
Lux (prononcé /ly/) est une commune française située dans le département de Saône-et-Loire, en région Bourgogne-Franche-Comté.

## Géographie
Lux est un village de Saône-et-Loire se situant au sud de Chalon-sur-Saône, dans la communauté d'agglomération du Grand Chalon. Le village comptait en 2011, 1 905 habitants répartis sur une superficie de 6,2 km2.  

### Accès et transports
La commune est dotée de véritables axes de communication : autoroute A6, dont le péage de Chalon-Sud est à 200 mètres de Lux ; la route nationale 6 traverse le village, ainsi que la ligne Paris-Lyon-Marseille.

### Géologie et relief
Situé à 182 mètres d'altitude.

### Hydrographie
Une rivière traverse le commune : la Saône. Il y a aussi trois lacs, qui sont également des lieux de pêche.

### Climat
Pour des articles plus généraux, voir Climat de la Bourgogne-Franche-Comté et Climat de Saône-et-Loire.
En 2010, le climat de la commune est de type climat océanique dégradé des plaines du Centre et du Nord, selon une étude du Centre national de la recherche scientifique s'appuyant sur une série de données couvrant la période 1971-2000. En 2020, Météo-France publie une typologie des climats de la France métropolitaine dans laquelle la commune est dans une zone de transition entre le climat océanique altéré et le climat océanique altéré et est dans la région climatique Bourgogne, vallée de la Saône, caractérisée par un bon ensoleillement (1 900 h/an), un été chaud (18,5 °C), un air sec au printemps et en été et des vents faibles.
Pour la période 1971-2000, la température annuelle moyenne est de 11,4 °C, avec une amplitude thermique annuelle de 17,9 °C. Le cumul annuel moyen de précipitations est de 828 mm, avec 10,3 jours de précipitations en janvier et 7,2 jours en juillet. Pour la période 1991-2020, la température moyenne annuelle observée sur la station météorologique de Météo-France la plus proche, « Saint-Marcel », sur la commune de Saint-Marcel à 4 km à vol d'oiseau, est de 12,3 °C et le cumul annuel moyen de précipitations est de 818,4 mm. 
La température maximale relevée sur cette station est de 41,8 °C, atteinte le 12 août 2003 ; la température minimale est de −20 °C, atteinte le 16 janvier 1985,,.
| Mois                                  | jan.           | fév.           | mars           | avril         | mai           | juin          | jui.           | août          | sep.          | oct.            | nov.          | déc.           | année     |
| ------------------------------------- | -------------- | -------------- | -------------- | ------------- | ------------- | ------------- | -------------- | ------------- | ------------- | --------------- | ------------- | -------------- | --------- |
| Température minimale moyenne (°C)     | 0,7            | 0,6            | 3,1            | 5,8           | 9,8           | 13,4          | 15,2           | 14,7          | 11,2          | 8,2             | 4             | 1,5            | 7,3       |
| Température moyenne (°C)              | 3,3            | 4,5            | 8,4            | 11,8          | 15,8          | 19,7          | 21,8           | 21,4          | 17,2          | 12,7            | 7,2           | 4              | 12,3      |
| Température maximale moyenne (°C)     | 6              | 8,3            | 13,6           | 17,7          | 21,8          | 26            | 28,3           | 28,1          | 23,2          | 17,2            | 10,4          | 6,5            | 17,3      |
| Record de froid (°C) date du record   | −20 16.01.1985 | −15 14.02.1991 | −11,1 01.03.05 | −4,5 08.04.03 | −0,5 06.05.19 | 4 04.06.01    | 6,5 02.07.1981 | 5 30.08.1998  | 1 30.09.1995  | −5,5 31.10.1997 | −9 23.11.1998 | −15,8 30.12.05 | −20 1985  |
| Record de chaleur (°C) date du record | 17 10.01.15    | 20,8 27.02.19  | 26 29.03.1989  | 30,3 16.04.07 | 34,4 29.05.05 | 38,6 27.06.19 | 41 31.07.1983  | 41,8 12.08.03 | 35,1 14.09.20 | 31 02.10.1985   | 22 12.11.18   | 19 16.12.1989  | 41,8 2003 |
| Précipitations (mm)                   | 61,4           | 48,2           | 51,1           | 60,8          | 76,2          | 66,2          | 68,6           | 69,6          | 71,7          | 87,3            | 90,7          | 66,6           | 818,4     |

| Diagramme climatique                                  |            |             |             |             |            |              |              |              |             |           |            |
| J                                                     | F          | M           | A           | M           | J          | J            | A            | S            | O           | N         | D          |
| 60,761,4                                              | 8,30,648,2 | 13,63,151,1 | 17,75,860,8 | 21,89,876,2 | 2613,466,2 | 28,315,268,6 | 28,114,769,6 | 23,211,271,7 | 17,28,287,3 | 10,4490,7 | 6,51,566,6 |
| Moyennes : • Temp. maxi et mini °C • Précipitation mm |            |             |             |             |            |              |              |              |             |           |            |

Les paramètres climatiques de la commune ont été estimés pour le milieu du siècle (2041-2070) selon différents scénarios d'émission de gaz à effet de serre à partir des nouvelles projections climatiques de référence DRIAS-2020. Ils sont consultables sur un site dédié publié par Météo-France en novembre 2022.

## Urbanisme

### Typologie
Au 1er janvier 2024, Lux est catégorisée ceinture urbaine, selon la nouvelle grille communale de densité à sept niveaux définie par l'Insee en 2022.
Elle appartient à l'unité urbaine de Chalon-sur-Saône, une agglomération intra-départementale regroupant treize  communes, dont elle est une commune de la banlieue,,. Par ailleurs la commune fait partie de l'aire d'attraction de Chalon-sur-Saône, dont elle est une commune de la couronne,. Cette aire, qui regroupe 109 communes, est catégorisée dans les aires de 50 000 à moins de 200 000 habitants,.

### Occupation des sols
L'occupation des sols de la commune, telle qu'elle ressort de la base de données européenne d’occupation biophysique des sols Corine Land Cover (CLC), est marquée par l'importance des territoires agricoles (73,7 % en 2018), en diminution par rapport à 1990 (76,7 %). La répartition détaillée en 2018 est la suivante : terres arables (49,4 %), zones urbanisées (19,7 %), prairies (17,8 %), zones agricoles hétérogènes (6,5 %), eaux continentales (5,4 %), zones industrielles ou commerciales et réseaux de communication (1,3 %). L'évolution de l’occupation des sols de la commune et de ses infrastructures peut être observée sur les différentes représentations cartographiques du territoire : la carte de Cassini (XVIIIe siècle), la carte d'état-major (1820-1866) et les cartes ou photos aériennes de l'IGN pour la période actuelle (1950 à aujourd'hui).

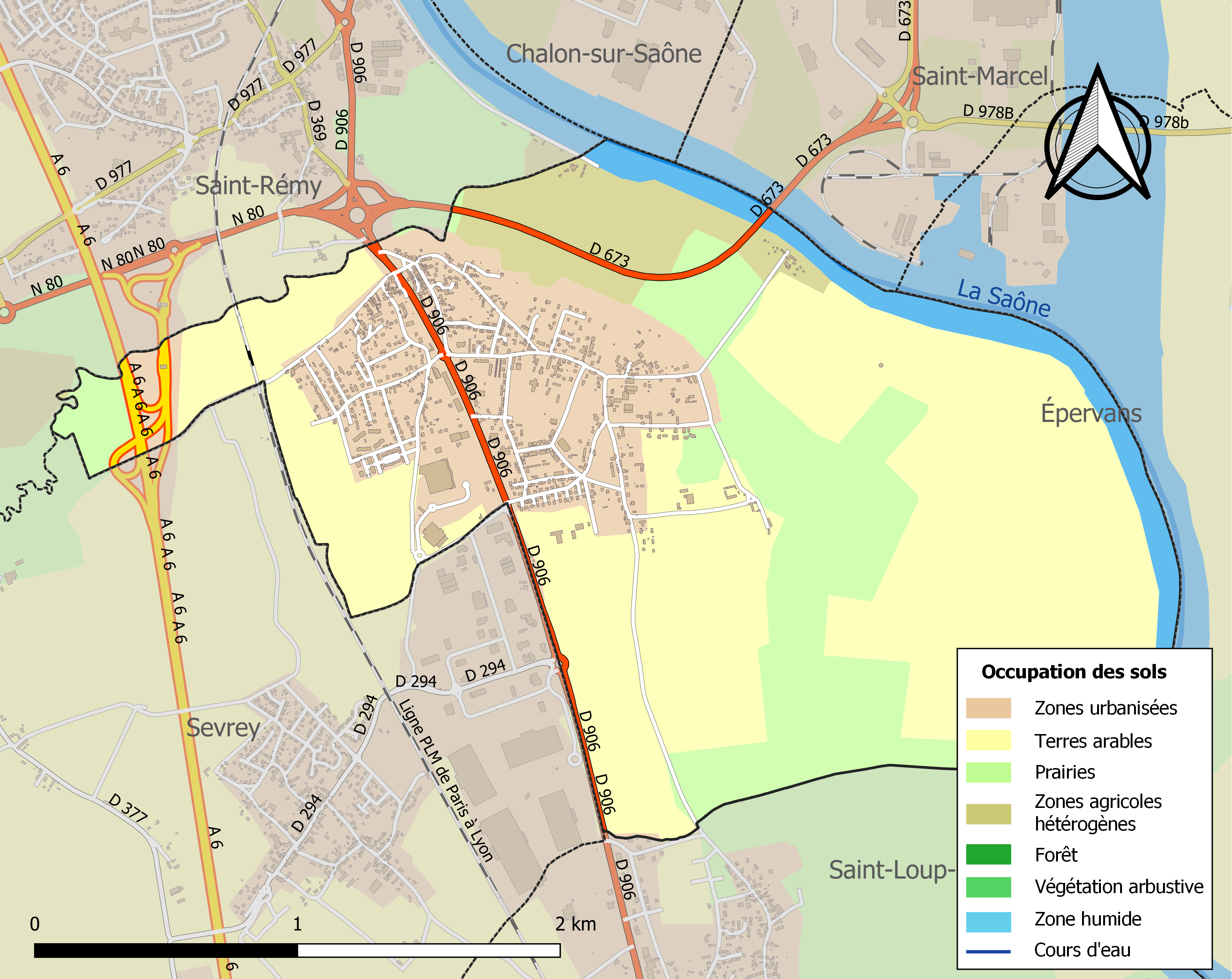
Carte des infrastructures et de l'occupation des sols de la commune en 2018 (CLC).

## Histoire
1793 : démolition de l'église. Lux, devenue une commune sans église, fut réunie à celle de Sevrey, puis rétablie en 1867 en commune avec le hameau de Droux. L’église, dédiée à saint Odilon, ne sera reconstruite par souscription qu'entre 1874 et 1880.
Par une ordonnance du 26 novembre 1823, la commune est absorbée par Sevrey. Par un arrêté préfectoral du 24 octobre 1867, la commune est rétablie.
Le Port Guillot, où le roi Louis XIII posa le pied en 1634 au cours d'un déplacement effectué sur la Saône, était un port important sur la Saône pour les potiers de Sevrey, qui y faisaient embarquer leur production.
Essentiellement agricole jusque dans les années 1970, Lux est devenue une banlieue commerciale de Chalon-sur-Saône.

## Politique et administration

### Listes des maires
| Période                                  | Période                   | Identité          | Étiquette | Qualité                                                                                        |
| ---------------------------------------- | ------------------------- | ----------------- | --------- | ---------------------------------------------------------------------------------------------- |
| mai 1953                                 | mars 1965                 | André Jarrot      | UNR       | Mécanicien-électricien Député européen (1962 → 1974) Maire de Montceau-les-Mines (1965 → 1986) |
| mars 1965                                | ?                         |                   |           |                                                                                                |
| mars 1977                                | juin 1995                 | Georges Rebillard | PCF       | Fraiseur                                                                                       |
| juin 1995                                | novembre 2004 (démission) | Michel Guichard   | PCF       |                                                                                                |
| novembre 2004                            | mai 2020                  | Denis Evrard      | PS        | Chargé d’affaires                                                                              |
| mai 2020                                 | En cours                  | Stéphane Hugon    | DVG       | Enseignant référent, ancien 1er adjoint                                                        |
| Les données manquantes sont à compléter. |                           |                   |           |                                                                                                |

### Canton et intercommunalité
La commune fait partie du Grand Chalon.

### Jumelages
Depuis 2007, les Luxois sont jumelés avec une ville allemande, Wolken, située en Rhénanie-Palatinat.

## Population et société

### Démographie

#### Évolution démographique
L'évolution du nombre d'habitants est connue à travers les recensements de la population effectués dans la commune depuis 1793. Pour les communes de moins de 10 000 habitants, une enquête de recensement portant sur toute la population est réalisée tous les cinq ans, les populations de référence des années intermédiaires étant quant à elles estimées par interpolation ou extrapolation. Pour la commune, le premier recensement exhaustif entrant dans le cadre du nouveau dispositif a été réalisé en 2006.

En 2022, la commune comptait 1 902 habitants, en évolution de −4,71 % par rapport à 2016 (Saône-et-Loire : −1,06 %, France hors Mayotte : +2,11 %).
| 1793 | 1800 | 1806 | 1821 | 1831 | 1872 | 1876 | 1881 | 1886 |
| ---- | ---- | ---- | ---- | ---- | ---- | ---- | ---- | ---- |
| 252  | 261  | 283  | 200  | 397  | 496  | 526  | 511  | 558  |

| 1891 | 1896 | 1901 | 1906 | 1911 | 1921 | 1926 | 1931 | 1936 |
| ---- | ---- | ---- | ---- | ---- | ---- | ---- | ---- | ---- |
| 551  | 558  | 557  | 525  | 512  | 506  | 519  | 581  | 558  |

| 1946 | 1954 | 1962 | 1968  | 1975  | 1982  | 1990  | 1999  | 2006  |
| ---- | ---- | ---- | ----- | ----- | ----- | ----- | ----- | ----- |
| 576  | 684  | 845  | 1 164 | 1 391 | 1 619 | 1 619 | 1 620 | 1 672 |

| 2011  | 2016  | 2021  | 2022  | - | - | - | - | - |
| ----- | ----- | ----- | ----- | - | - | - | - | - |
| 1 905 | 1 996 | 1 957 | 1 902 | - | - | - | - | - |

### Sports
La commune de Lux a donné carte blanche à l'équipe de vttistes Stringoose Riders pour mettre en place un champ de bosses, appelé Trail, destiné aux riders de la région.
L'Amicale des Sports et Loisirs de Lux section football, est une association créée par Albert Bourgeois le 8 juin 1961. Régie par la loi de 1901, elle possède le statut amateur. Son numéro d'affiliation à la Fédération Française de Football est 19 065. Ce club de la banlieue de Chalon-sur-Saône comprend 160 licenciés, qui évoluent au stade Joseph-Servy. L'ASL Lux possède 3 équipes seniors, dont l'équipe fanion en Promotion de Ligue de Bourgogne, l'équipe réserve et l'équipe C évoluant respectivement en 2e et 3e division du district du Pays Saônois. Depuis 2009, l'ASL Lux a son propre site internet.

### Cultes
Lux fait partie de la paroisse du Bon Samaritain qui compte huit communes, dont le centre est Saint-Rémy, soit environ 21 000 habitants.

## Culture locale et patrimoine

### Lieux et monuments
- L'église, dédiée à saint Odilon, qui fut reconstruite par souscription entre 1874 et 1880 selon les plans de l'architecte parisien Albert Martin (l'ancienne église ayant été démolie à la Révolution). La réception d'œuvre eut lieu en 1880. On adjoignit, en 1893, sous la direction de l'architecte Girardot, le clocher, qui sera foudroyé en 1906, puis réparé. L'édifice abrite un panneau en bois peint du XVIe siècle, classé MH en 1982, visible au fond de l’église, représentant de gauche à droite une scène de la Nativité, le Christ en croix, entouré de la Vierge et de saint Jean, et la Résurrection (les allégories de la Justice, de la Paix et de la Charité occupent le devant de la scène). Est également visible un vitrail du maître-verrier Pierre Choutet (1920-2001).
- La ferme de la Cour Basse ;
- Au lieu-dit la Pérouse : une partie de l'ancienne voie romaine ;
- À l'extérieur de la villa portuaire, petit édifice à double cercle, devant sûrement être un monument funéraire (visible sur les photographies aériennes prises le 2 juillet 1986). Ainsi qu'un fanum à double rectangle, centré dans l'aile méridionale de la villa[23].

### Personnalités liées à la commune
- André Jarrot (1909, Lux - 2000, Chalon-sur-Saône), Compagnon de la Libération[24]. Figure emblématique de la Résistance, c'est en tant que « Commandant Goujon », son nom de guerre, qu'il a dirigé le maquis de Corlay (Sennecey-le-Grand). Eugène Condette, lui a consacré un ouvrage intitulé Les chemins d'une destinée, dans lequel il relate ses années de résistant. Ancien député-maire de Montceau-les-Mines, il fut également ministre de la Qualité de la vie dans le Gouvernement Jacques Chirac (1).
- Maurice Mathus, homme politique français, député de la 5e circonscription de Saône-et-Loire.

## Pour approfondir